# Niewirków (gromada)
Niewirków – dawna gromada, czyli najmniejsza jednostka podziału terytorialnego Polskiej Rzeczypospolitej Ludowej w latach 1954–1972.
Gromady, z gromadzkimi radami narodowymi (GRN) jako organami władzy najniższego stopnia na wsi, funkcjonowały od reformy reorganizującej administrację wiejską przeprowadzonej jesienią 1954 do momentu ich zniesienia z dniem 1 stycznia 1973, tym samym wypierając organizację gminną w latach 1954–1972.
Gromadę Niewirków z siedzibą GRN w Niewirkowie utworzono – jako jedną z 8759 gromad na obszarze Polski – w powiecie tomaszowskim w woj. lubelskim na mocy uchwały nr 16 WRN w Lublinie z dnia 5 października 1954. W skład jednostki weszły obszary dotychczasowych gromad Niewirków kol., Niewirków, Cześniki wieś, Cześniki kol., Poddąbrowa i Tomaszówka ze zniesionej gminy Kotlice w tymże powiecie. Dla gromady ustalono 23 członków gromadzkiej rady narodowej.
1 stycznia 1958 gromadę włączono do powiatu zamojskiego w tymże województwie.
1 stycznia 1969 do gromady Niewirków włączono obszar zniesionej gromady Kotlice w tymże powiecie.
Gromada przetrwała do końca 1972 roku, czyli do kolejnej reformy gminnej.